# Camponotus aeneopilosus
Camponotus aeneopilosus é uma espécie de inseto do gênero Camponotus, pertencente à família Formicidae.